# Prințul Eduard de Saxa-Altenburg
Eduard Karl Wilhelm Christian de Saxa-Altenburg (3 iulie 1804 - 16 mai 1852) a fost prinț german din casa ducală de Saxa-Hildburghausen (Saxa-Altenburg din 1826).

## Familie
A fost al șaptelea fiu (însă al patrulea care a atins vârsta adultă) al lui Frederic, Duce de Saxa-Hildburghausen (Saxa-Altenburg din 1826) și a Ducesei Charlotte Georgine de Mecklenburg-Strelitz. Mama lui a fost sora reginei Louise a Prusiei, a reginei Frederica a Hanovrei și a Ducesei Therese, Prințesă de Thurn și Taxis. Tatăl lui a devenit duce de Saxa-Hildburghausen în 1780, când avea numai 17 ani.

### Căsătorii și copii
S-a căsătorit prima dată la Sigmaringen la 25 iulie 1835 cu Prințesa Amalie de Hohenzollern-Sigmaringen (mătușa regelui Carol I al României). Ei au avut patru copii:
1. Therese Amalie Karoline Josephine Antoinette (n. 21 decembrie 1836, Ansbach - d. 9 noiembrie 1914, Stockholm), căsătorită la 16 aprilie 1864 cu Prințul August al Suediei.
2. Antoinette Charlotte Marie Josephine Karoline Frida (n. 17 aprilie 1838, Bamberg  - d. 13 octombrie 1908, Berchtesgaden), căsătorită la 22 aprilie 1854 cu Frederic I, Duce de Anhalt.
3. Ludwig Joseph Karl Georg Friedrich (n. 24 septembrie 1839, Bamberg - d. 13 februarie 1844, München).
4. Johann Friedrich Joseph Karl (n. 8 ianuarie 1841, Sigmaringen - d. 25 februarie 1844, München).

A doua oară s-a căsătorit la Greiz la 8 martie 1842 cu Prințesa Luise Caroline Reuss de Greiz, fiica lui Heinrich al XIX-lea. Ei au avut doi copii:
1. Albert Heinrich Joseph Carl Viktor Georg Friedrich (n. 14 aprilie 1843, München - d. 22 mai 1902, Serrahn). S-a căsătorit prima dată cu Prințesa Maria a Prusiei și a doua oară cu Ducesa Helene de Mecklenburg-Strelitz.
2. Marie Gasparine Amalie Antoinette Karoline Elisabeth Luise (n. 28 iunie 1845, München - d. 5 iulie 1930, Sondershausen), c-a căsătorit la 12 iunie 1869 cu Karl Gonthier, Prinț de Schwarzburg-Sondershausen.

## Arbore genealogic
1. ↑  Find a Grave